# ファフルディン・オメロヴィッチ
ファフルディン・オメロヴィッチ（Fahrudin Omerović、1961年8月26日 - ）は、ボスニア・ヘルツェゴビナ（旧ユーゴスラビア）とトルコの元サッカー選手、サッカー指導者。ポジションはゴールキーパー。

## 経歴
FKスロボダ・トゥズラからパルチザン・ベオグラードに移籍すると守護神として活躍、トルコのコジャエリスポルとイスタンブールスポルにも所属した。ユーゴスラビア代表では1989年から1992年までの8試合に出場し、ボスニア・ヘルツェゴビナ代表では1996年の3試合に出場した。